# Tadeusz Kwiatkowski (samorządowiec)
Tadeusz Kwiatkowski (ur. 26 stycznia 1960 w Bolesławiu) – polski polityk i działacz samorządowy. W latach 2010–2018 starosta dąbrowski, w latach 2019–2024 zastępca prezydenta Tarnowa.

## Życiorys
Posiada wyższe wykształcenie, jest absolwentem Wydziału Prawa Uniwersytetu Rzeszowskiego, gdzie ukończył studia z zakresu administracji. Kształcił się również na Uniwersytecie Rolniczym. Od 1982 pracował w firmach zajmujących się gospodarką komunalną w Dąbrowie Tarnowskiej.
W 2002 został wybrany do rady powiatu dąbrowskiego, startując z listy Polskiego Stronnictwa Ludowego. W 2006 uzyskał reelekcję, a w 2007 zastąpił Krzysztofa Kaczmarskiego na stanowisku wicestarosty. W wyborach 2010 ponownie uzyskał mandat radnego i został wybrany na starostę dąbrowskiego. W 2014 utrzymał stanowisko starosty i mandat radnego. W 2018 ponownie wszedł w skład rady, jednakże na starostę wybrano Lesława Wieczorka; tym samym po 8 latach zakończył pełnienie tej funkcji.
W 2019 objął funkcję zastępcy prezydenta Tarnowa ds. infrastruktury, zastępując Jadwigę Stankiewicz, która przeszła na emeryturę. W związku z objęciem tej funkcji zrzekł się mandatu radnego powiatu.
W 2023 bez powodzenia wystartował w wyborach do Sejmu z listy Trzeciej Drogi.
W 2024 ponownie został wybrany do rady powiatu dąbrowskiego. W tym samym roku na stanowisku zastępcy prezydenta Tarnowa zastąpił go Maciej Włodek. W lipcu powołano go na pełnomocnika prezydenta Tarnowa ds. inwestycji oraz zatrudniono w Urzędzie Miasta Tarnowa. We wrześniu został członkiem zarządu Zakładów Mechanicznych „Tarnów”.

## Odznaczenia i wyróżnienia
- Medal za Ofiarność i Odwagę (2011)[16]
- Złoty Krzyż Zasługi (Węgry, 2017)[17]
- Tytuł "Zasłużony dla Gminy Dąbrowa Tarnowska" (2015)[18]

## Wyniki wyborcze
| Wybory | Komitet Wyborczy          | Komitet Wyborczy           | Organ                     | Okręg       | Wynik       |
| ------ | ------------------------- | -------------------------- | ------------------------- | ----------- | ----------- |
| 2002   |                           | Polskie Stronnictwo Ludowe | Rada Powiatu Dąbrowskiego | nr 1        | 370 (6,03%) |
| 2006   | 389 (5,71%)               | Polskie Stronnictwo Ludowe | Rada Powiatu Dąbrowskiego | nr 1        |             |
| 2010   | 767 (9,62%)               | Polskie Stronnictwo Ludowe | Rada Powiatu Dąbrowskiego | nr 1        |             |
| 2014   | 743 (10,66%)              | Polskie Stronnictwo Ludowe | Rada Powiatu Dąbrowskiego | nr 1        |             |
| 2018   | 945 (11,48%)              | Polskie Stronnictwo Ludowe | Rada Powiatu Dąbrowskiego | nr 1        |             |
| 2023   |                           | Trzecia Droga              | Sejm X kadencji           | nr 15       | 736 (0,18%) |
| 2024   | Rada Powiatu Dąbrowskiego | Trzecia Droga              | nr 1                      | 557 (6,85%) |             |